# Colomán Trabado
Colomán Trabado, né le 2 janvier 1958 à Vega de Valcarce, est un athlète espagnol spécialiste du 800 mètres. 

## Biographie

### Palmarès
| Date | Compétition                    | Lieu       | Résultat | Performance   |
| ---- | ------------------------------ | ---------- | -------- | ------------- |
| 1982 | Championnats d'Europe en salle | Milan      | 3e       | 1 min 48 s 35 |
| 1983 | Championnats d'Europe en salle | Budapest   | 1er      | 1 min 46 s 91 |
| 1983 | Jeux méditerranéens            | Casablanca | 3e       | 1 min 52 s 19 |
| 1985 | Jeux mondiaux en salle         | Paris      | 1er      | 1 min 47 s 42 |
| 1986 | Championnats d'Europe en salle | Madrid     | 2e       | 1 min 49 s 12 |
| 1988 | Championnats ibéro-américains  | Mexico     | 1er      | 1 min 47 s 16 |

### Records
| Épreuve    | Épreuve      | Performance   | Lieu     | Date            |
| ---------- | ------------ | ------------- | -------- | --------------- |
| 800 mètres | En plein air | 1 min 45 s 15 | Oslo     | 21 juillet 1984 |
| 800 mètres | En salle     | 1 min 46 s 91 | Budapest | 6 mars 1983     |